# Buffles du Borgou FC
Buffles du Borgou FC is een voetbalclub uit de stad Parakou, Benin. Ze komen uit in de Ligue 1, de hoogste voetbaldivisie van Benin. De club behaalde vijf titels en won driemaal de beker. Ze spelen hun thuiswedstrijden in het Stade Municipal de Parakou, dat plaats biedt aan 8.000 toeschouwers.

## Palmares
Landskampioen
1980, 1992, 2014, 2017, 2019
Beker van Benin
1979, 1982, 2001